# El ataque de los que observaban
El Ataque De Los Que Observaban es el undécimo álbum de estudio del rapero español El Chojin, publicado el 15 de marzo de 2011 por Sony Music. Cuenta con varias contribuciones de raperos como Nach, Nerviozzo y más. El Chojin trata temas como el acoso escolar , el panorama del rap y el racismo.

## Lista de canciones
Todas las canciones fueron producidas por Jefe de la M, Black Bee, Rickov y Sr T. Cee.
| #  | Título                                    | Colaboración(s)                                                                                               | Productor(s)    | Duración |
| -- | ----------------------------------------- | --- | --------------- | -------- |
| 1  | "Hola"                                    | | Jefe de la M    | 3:05     |
| 2  | "Ven, ven"                                | | Víctor Bondjale | 3:32     |
| 3  | "Te llevo"                                | | Jefe de la M    | 4:35     |
| 4  | "Mi cabeza va a estallar"                 | | Señor Tcee      | 4:39     |
| 5  | "Únete a mi bando"                        | | Rikov           | 3:44     |
| 6  | "Me dijeron"                              | Lion Sitté | Rikov           | 3:48     |
| 7  | "Paso a paso"                             | | Rikov           | 3:35     |
| 8  | "La triste historia del vecino de arriba" | | Rikov           | 1:51     |
| 9  | "Una palmada en la espalda"               | | Rikov           | 3:45     |
| 10 | "Apagado o fuera de cobertura"            | | Rikov           | 3:39     |
| 11 | "Idiomas distintos"                       | Maika Sitté                                                                                                   | Rikov           | 4:01     |
| 12 | "Rap vs. Racismo"                         | Lírico, El Santo, El Langui, Kase O, Nach, Locus, Ose, Nerviozzo, Sho Hai, Zatu, Gitano Antón, Titó y Xhelazz | Jefe de la M    | 5:54     |
| 13 | "Se van a hartar"                         | | Rikov           | 3:53     |
| 14 | "El ataque de los que observaban"         | | Jefe de la M    | 6:13     |
| 15 | "Rap yonki"                               | |                 | 4:17     |

- Datos: Q5823938